# На линији ватре
На линији ватре (енгл. In the Line of Fire) је политички акциони трилер филм из 1993. године.
Главне улоге играју Клинт Иствуд, Џон Малкович, Рене Русо, Дилан Мекдермот, Гери Коул и Џон Махони.
Филм говори о разочараном и опседнутом бившем агенту ЦИА који покушава да убије председника Сједињених Држава и агента Тајне службе који га јури. Иствудов лик је једини активни агент Тајне службе који је још увек остао од обезбеђења, које је чувало Џона Ф. Кенедија у Даласу, Тексас, у време његовог убиства 1963. године. Петерсен је првобитно понудио улогу Лирија Роберту Де Ниру, али је Де Ниро, већ имао уговор за филм Прича из Бронкса. За масовне сцене филма су коришћени догађаји на америчким изборима 1992, део масовних сцена је преузет из стварних сцена председничке кампање Била Клинтона.

## Радња
На почетку филма, старији агент америчке тајне службе,  Френк Хориган, заједно са младим партнером Ал Д'Андреом, разоружавају банду фалсификатора. Хориган проверава позив домаћице, која је, ушавши у собу госту, пронашла сумњиви скуп исечака. Провером се открива да је гост живео под маском давно умрле особе. Станар примећује Хоригана у његовом стану и зове га, саопштавајући му да намерава да убије председника Сједињених Држава. Он зна да Хориган није успео да заштити председника Кенедија пре тридесет година. Агенти откривају да је позивалац професионалац: вешто се повезује са туђим линијама и добро се маскира. Током једне од претреса, наилазе на агенте ЦИА-е, а њихов шеф открива идентитет психопате - то је њихов бивши колега Мич Лири, који је отпуштен. Његова специјалност је била елиминација људи.
Хориган је пребачен у личног телохранитеља председника Сједињених Држава, који путује широм земље, водећи предизборну кампању. На једном од састанака, Лири, пробијајући балоне иглом, провоцира Хориган да подигне лажну узбуну. Председник долази у смешну позицију, а шеф протокола захтева да се Хориган уклони из тима. Лири даје фиктивни допринос председничкој кампањи преко банке и добија позив на свечану вечеру са председником. Погрешивши легенду о месту свог рођења, психопата немилосрдно убија службеницу банке која му је помогла да изврши уплату и њену девојку. Он прави пиштољ са два метка од композитног материјала и тестира га пуцајући у модел брода и два ловца који су притрчали на пуцње.
Полиција прати Лиријев позив и док јури манијака, Хориган умало не пада са крова и пада у смрт. Мич му спасава живот бацивши агента на балкон испод и добро нишаним ударцем покоси д'Андреа. Хориган је уклоњен из тима.
Испитујући доказе из стана одбеглог манијака – лист са именом контакта у Лос Анђелесу, Хориган неочекивано открива да је презиме контакта телефонски број банке, исписан словима на одговарајућим дугмадима телефона, а иницијали контакта су скраћени назив банке. Упоређујући листе позваних гостију и недавних клијената донатора банке, открива име под којим се крије Лири.
У међувремену, манијак, заобилазећи детектор метала, улази у зграду хотела, где ће бити одржан ручак, и под столњак узима свој пиштољ. Хориган упада у салу и у последњем тренутку успева да покрије председника од ударца. Лично обезбеђење журно евакуише председника из зграде, а злочинац узима Хоригана за таоца и води га у спољни лифт. Користећи радио комуникацију, Хориган, у комуникацији са манијаком, алегоријски даје ознаку циља снајперистима. Рањени Лири испада из лифта, а затим, одбијајући помоћ и не желећи да одустане, отпушта руке и пада.
Враћајући се кући, Хориган проналази на телефонској секретарици снимак који је направио Лири пре покушаја убиства председника.

## Улоге
| Глумац                | Улога          |
| --------------------- | -------------- |
| Клинт Иствуд          | Френк Хориган  |
| Џон Малкович          | Мич Лири       |
| Рене Русо             | Лили Рејнс     |
| Дилан Мекдермот       | Ал Д'Андреа    |
| Гери Коул             | Бил Вотс       |
| Фред Далтон Томпсон   | Хари Сарџент   |
| Џон Махони            | Сем Кампања    |
| Грегори Алан Вилијамс | Мет Вајлдер    |
| Тобин Бел             | Марти Мендоза  |
| Вилијем Џ. Шилинг     | Сенфорд Ригс   |
| Силк Козарт           | агент Козарт   |
| Клајд Кусацу          | Џек Окура      |
| Стив Хитнер           | Тони Кардучи   |
| Патрика Дарбо         | Пем Магнус     |
| Џон Херд              | професор Ригер |
| Џошуа Малина          | агент Чавес    |
| Волт Макферсон        | ловац          |